# 随意雇用
随意雇用、at-will 雇用（英語 at-will employment, employment at will）とはアメリカ合衆国労働法の用語であり、期間の定めのない雇用契約は雇用者・被用者のどちらからでも・いつでも・いかなる理由でも・理由がなくても自由に解約できるという原則のことである。この原則を employment-at-will doctrine（日本語訳 随意的雇用原則）と呼ぶ。
随意雇用のもとでは、解雇および辞職は即時に行うことができ、手当金や予告は必要とされない。
随意雇用かどうかは約定の内容やエンプロイー・ハンドブックの内容にもよるが、米国においてほとんどの雇用は随意雇用であり一般に解雇は自由である。米国では労働者の70%以上が随意雇用で働く。

## 歴史
伝統的にアメリカでは契約の自由が重視されることが随意雇用の背景にある。米国での随意雇用は19世紀終盤から20世紀初頭にかけて出現した。学説上の根拠はニューヨーク州弁護士 H.B. Wood の1877年の論文とされる。Woodの主張は先例に支えられたものではなかったにもかかわらず、Wood の著書が発表されて以後、労働者の辞職の自由と対等に使用者の解雇の自由を認める裁判所が増えていった。さらに、労働者の人種や投票行動などを理由とする解雇すらも適法と考えられるようになった。
しかし世界恐慌期には労働者の地位が認められる例が出始めた。
雇用者は支配的権限を持つため雇用契約関係は雇用者の有利に展開されがちであるため、1964年公民権法など1960年代以降、特に1980年代より、人種・宗教・性別・年齢・出身国などを理由とする不当解雇からの保護が法制化されるなど、随意雇用の原則が崩れてきた。1980年以前にはアメリカでは不当解雇の訴訟がほとんどなかったが、1992年時点では2万件の事件が裁判所に係属されていたという。

## 例外
労働組合と使用者の間で労働協約が成立している場合は、随意雇用を崩す正当事由条項（just cause clause）が協約に含まれていることが多い。また、州の公共政策による規制がある場合と、エンプロイー・ハンドブックもしくは口頭により雇用の保障が含意されている場合に、解雇への制約が生じる。
公正労働基準法が定める最低賃金・時間外労働手当の規定・児童労働の規制、職業安全衛生法が定める安全衛生基準、家族・医療休暇法が定める休暇取得の権利などを満たさない随意雇用契約がなされた場合、被用者は訴訟によって損害賠償を求めることができる。労働者調整及び再訓練予告法は大量レイオフをする際の60日前までの被用者への通知などを義務づけており、予告日数が不足していた場合、被用者は訴訟によって給付金を請求できる。
この他、2000年10月の調査によれば信義誠実の原則を雇用に関して認めている11の州でその原則に反する場合に解雇が不当とされることがある。
解雇にあたって正当な理由（英語 just cause）が必要であるなどとエンプロイー・ハンドブックに明記されている場合は、雇用の保障を定めた契約だと解釈される場合もあるが、このような解釈をされないように、多くのエンプロイー・ハンドブックには随意雇用である旨、もしくはそのハンドブックが契約ではないという旨の但し書きが付いている。
連邦と州の公務員は「正当な理由」(just cause)の基準によって雇用が保証されており、例外的に解雇規制で守られていた労働者が全体の18パーセントだった1985年時点で、全体の17パーセントが公共セクターの労働者だった。